# Iago garricki
El cazón picudo Iago garricki es una especie de elasmobranquio carcarriniforme de la familia Triakidae.